# R&F Riverside New City - Ritz-Carlton Hotel
Le R&F Riverside New City - Ritz-Carlton Hotel est un gratte-ciel de 226 mètres en construction à Harbin dans la province de Heilongjiang en Chine.